# Nicolás Zuviría
Nicolás Zuviría (Buenos Aires, 27 de agosto de 1991) es un actor y cantante argentino. Es conocido por el papel de Alan en la telenovela Patito feo (2007 - 2008) y el papel de Bruno Guerrero en la telenovela Dulce amor (2012 - 2013).

## Biografía
Se inició en la televisión en el año 2002, cuando participó de “La Banda de Cantaniño”, programa de Telefe, compitiendo contra más de 3500 chicos, quedando seleccionado. Para diciembre de ese mismo año, fue elegido para formar parte de la banda KTRASK. Luego de dos álbumes, varios galardones y una extensa gira por Argentina y Uruguay, la banda se separó en 2005.
En 2006 comenzó el casting para las telenovelas Patito feo y Casi ángeles. Quedó seleccionado en ambas pero decidió quedarse en la primera. En dicho programa interpretó a Alan, un músico fanático del arte. La telenovela contó con dos temporadas en 2007 y 2008.
En 2009 comenzó con la grabación de su álbum debut Ellas, producido por Pablo Pinilla desde España y Daniel Vila en Argentina. El álbum contó con la colaboración de Jota Morelli, Daniel Leis, Sergio Wengrovski, Chino Ascencio, Ludovico Vagnone y Gustavo Guliano.
En 2013, presentó su segundo disco Mi buena suerte. Ese año se unió al elenco de la telenovela Dulce amor, donde interpretó a Bruno Guerrero, el medio hermano de Marcos (interpretado por Sebastián Estevanez).
En 2015 interpretó a Hamlet en el teatro El Tinglado.
En 2016 se unió al elenco de El Club del Chamuyo, el musical en el Teatro La Comedia.
En 2017 grabó su último corte musical llamado "Lunatico" y además integró el elenco de la obra de comedia dramática Regalos de Navidad en el Teatro Picadilly.

## Discografía
Ellas (2009)
- “Por amor”
- “Ellas”
- “Si no estás”
- “Decídete”
- “Bendito y maldito primer amor”
- “La mitad que me faltaba”
- “Enséñame”
- “Siento”
- “Déjame quererte”
- “Su majestad la noche”

En 2013, lanzó su segundo CD "Mi buena suerte". El material fue grabado íntegramente en los estudios de Miami del afamado productor artístico Adrián Posse, quien ha producido artistas de la talla de Celine Dion, Luis Miguel, Belinda, Paulina Rubio, Cristian Castro, Thalía, Christina Aguilera, Luciano Pereyra, entre otros artistas internacionales. Este álbum cuenta con un amplio repertorio de temas que incluye la versión “No voy en tren” de Charly García reversionado en pop dance, e inéditos como “Loco” y “Corazón arrogante” un tema compuesto por Ale Sergi, vocalista de Miranda!, para Zuviría.
Mi buena suerte (2013)
- “Es hora de amar”
- “Loco”
- “Mi buena suerte”
- “Sin tu amor”
- “Un nuevo amor”
- “Y todavía”
- “Momento perfecto”
- “Ahora que te amo”
- “Corazón arrogante”
- “No voy en tren”

## Televisión
| Año         | Ficción                  | Personaje      | Canal      |
| ----------- | ------------------------ | -------------- | ---------- |
| 2002        | La Banda de Cantaniño    | Participante   | Telefe     |
| 2007 - 2008 | Patito feo               | Alan Luna      | Canal 13   |
| 2013        | Dulce amor               | Bruno Guerrero | Telefe     |
| 2018        | 100 días para enamorarse | El mecánico    | Telefe     |
| 2024        | Cantando 2024            | Participante   | América TV |